# Olavius manifae
Olavius manifae är en ringmaskart som beskrevs av Erséus 1985. Olavius manifae ingår i släktet Olavius och familjen glattmaskar. Inga underarter finns listade i Catalogue of Life.